# Вулиця Шляховиків (Київ)
Ву́лиця Шляховикі́в — вулиця в Дніпровському районі міста Києва, місцевість ДВРЗ. Пролягає від Сеноманської вулиці до вулиці Олекси Довбуша.

## Історія
Вулиця виникла в середині XX століття під назвою Нова. Назву провулок Шосе ДВРЗ вулиця набула 1957 року, з 1961 року — провулок Шляховиків. З 1970-х років фігурує під сучасною назвою — вулиця Шляховиків. 